# Onze Zendingsvelden
Onze Zendingsvelden is de naam van een kleine reeks boeken die werd uitgegeven door de Boekhandel van de Zendingsstudie-Raad in Den Haag, de boekhandel en uitgeverij van het Zendingsbureau in Oegstgeest. De bedoeling was om de lezers te laten kennismaken met de landstreken, volken en culturen van de Nederlandse overzeese gebiedsdelen waar de protestante zending haar arbeidsveld had.
Vanaf 1919 verscheen een aantal gebonden boeken van klein formaat (19 × 14 cm), geïllustreerd met paginagrote foto's en voorzien van een losse kaart. Jaren later werden gecartonneerde plaatjesalbums uitgegeven onder dezelfde serienaam. De plaatjes bestonden voor het merendeel uit foto's, voor een kleiner deel uit tekeningen van Albert J. de Neef, die ook de omslagen en vignetten in de tekst verzorgde.
Hoe de plaatjes voor deze albums konden worden verkregen is niet vermeld.

## Boeken
- N. Adriani, Posso (Midden-Celebes) (1919)
- J. Rauws, Nieuw-Guinea (1919)
- D. Pol, Midden-Java ten zuiden (1922)
- D.K. Wielenga, Soemba (z.j.)
- Lindenborn, M., West-Java als zendingsterrein der Nederlandsche Zendingsvereeniging (z.j.)

## Plaatjesalbums
- A. J. de Neef, Papoealand, het arbeidsveld van de Utrechtsche Zendings-Vereeniging (ca. 1938)
- O. Luinenburg, Java (1940)
- Dijk, A. van e.a., Langs verre kust. Twaalf zendingsverhalen voor de jeugd (1940)